# Maximilian I de Bavaria (principe elector)
Maximilian I (n. 17 aprilie 1573, München - d. 27 septembrie 1651, Ingolstadt) a fost din 1597 principe al Bavariei și din 1623 totodată unul din cei șapte principi electori ai Sfântului Imperiu Roman (în locul lui Frederic al V-lea, principe al Palatinatului, care fusese ales rege al Boemiei în ciuda împotrivirii împăratului Rudolf al II-lea și a fost înfrânt în Bătălia de la Muntele Alb). Maximilian I de Bavaria a fost membru al dinastiei Wittelsbach. 
În anul 1609 a pus bazele Ligii Catolice.